# Roselyne Bertin
Pour les articles homonymes, voir Bertin.
 (novembre 2011).
Si vous disposez d'ouvrages ou d'articles de référence ou si vous connaissez des sites web de qualité traitant du thème abordé ici, merci de compléter l'article en donnant les références utiles à sa vérifiabilité et en les liant à la section « Notes et références ».
Roselyne Bertin est une romancière française, née en 1947 à Marseille.
Elle a écrit des livres pour la jeunesse mais aussi pour les adultes.

## Biographie
Après des études de lettres, elle a enseigné en tant que professeur de français à Marseille et en Franche-Comté, dans un collège du Doubset aussi au collège André Malraux à Romans-sur-Isère dans la Drôme.

## Œuvres
- Lettres à Cécile, Oskar Éditions, 2011[2].
- Plus petit que soi, Rageot éditeur, Petit Roman, 2010.
- La Demoiselle et le troubadour, Rageot éditeur, collection Romans, 2009
- Léo a disparu, Rageot éditeur, 2007.
- Rencontre au refuge, Rageot éditeur, Cascade, 2006.
- Un papa téléphonique, Flammarion, Castor Poche  2004. Réédition dans la collection Pleine Lune en 2004.
- Du respect pour le prof !, illustrations de Olivier Blazy, Rageot éditeur, Cascade, 2002.
- Tempête sur "l'Érika", illustrations de Michel Riu, Rageot éditeur, Cascade, 2001.
- Juliette et l'escargot magique, illustrations de Isabelle Nègre, Éditions du Bastberg, Sarbacane, 2001.
- SOS urgences, illustrations de Christian Maucler, Rageot éditeur, Cascade, 2000.
- Journal sans faim, avec Marie Bertin et des illustrations d'Alain Gauthier, Rageot éditeur, Cascade pluriel, 2000. Réédition dans la collection Métis en 2004.
- Max est amoureux, illustrations de Gilbert Raffin, Rageot éditeur, Cascade pluriel, 1999.
- Le Trouble-fête, illustrations de Alain Gauthier, Rageot éditeur, Cascade pluriel, 1998. Réédition en 2006.
- L'Inconnu du jeudi soir, illustrations de Christian Heinrich, Rageot éditeur, Cascade, 1997.
- Mini max et maxi durs, illustrations de Gilbert Raffin, Rageot éditeur, Cascade, 1996.
- Mystère à la citadelle, Rageot, 2012.
- Qui a volé mon chien?, Rageot, 2009.
- Un amour interdit, Oskar Jeunesse, 2013.
- La sylve profonde, Oskar Jeunesse, 2012.

## Prix et distinctions
- Prix des dévoreurs de livres[3] 2007 pour Léo a disparu
- Prix Jacques Asklund[4] 2009 pour Léo a disparu